# سوهو (شركة انترنت)
سوهو هي شركة إنترنت صينية. تأسست في 1996. يقع مقرها في بكين. يعتبر موقعها الإلكتروني (sohu.com) بوابة من أشهر مواقع الويب في الصين، ومن أكثر مواقع الإنترنت زيارة في العالم حتى 2015.

## وصلات خارجية
- الموقع الإلكتروني